# ヤマンボ

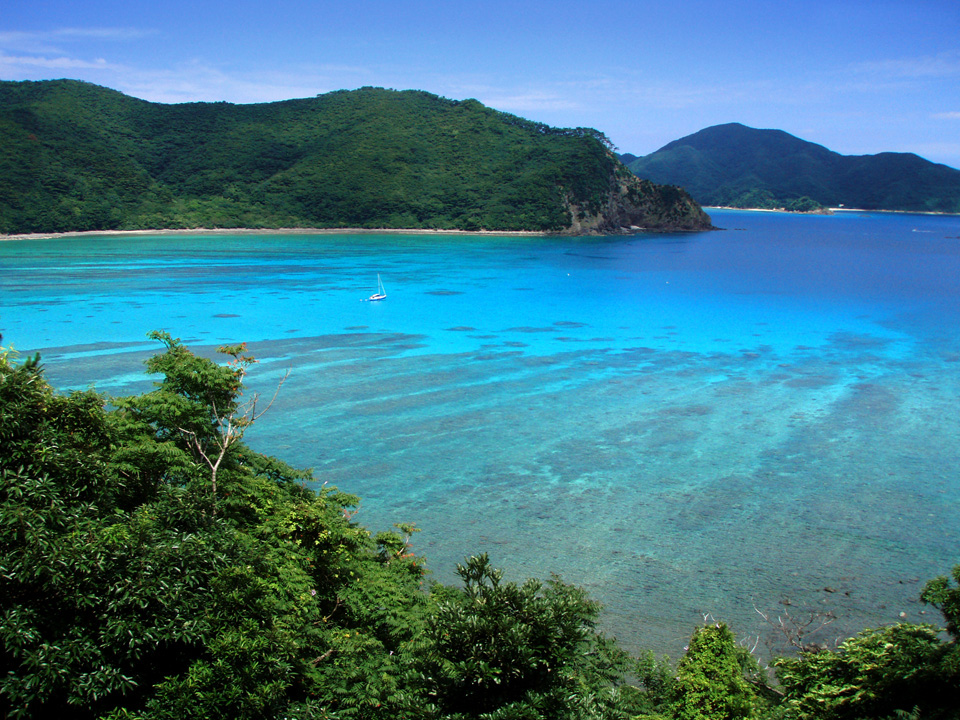
奄美大島

ヤマンボは、鹿児島県奄美大島に伝わる妖怪。奄美の民俗研究家・恵原義盛の著書『奄美怪異談抄』に記述がある。

## 概要
山の中に住む、小さな子供のような姿の妖怪。普段は大木の根本に座っているが、人が近寄ると後ろに回ってしまい、姿を見せることはない。
山に入った人が連れの者を呼んで「うーい」と声をかけると、別の方から「うーい」と声が返ることがある。いわゆる山彦であるが、ヤマンボの仕業といわれている。そのために奄美方言では、山彦自体のこともヤマンボという。
また、この地方では山の中で木の実を拾うときに全部拾いきってはならないという謂れがあるが、これはヤマンボの取り分を残すためといわれている。

## 伝承
強風の吹いた翌日のこと。2人の娘が、風で落ちた椎の実を拾うために山に入った。
やがて山奥で、見たこともない大木の下に辿り着いた。その根元には大量の椎の実が積もっていたので、2人は夢中になって拾い始めた。持ってきた籠が一杯になり、終いには服を1枚脱いで袋の代わりにし、実をすべて拾いきった。
2人は荷物を背負って帰途についたが、なぜか見覚えのある道に出ることはできず、気づいたときには同じ道を何度も歩いていた。ふと、ヤマンボの言い伝えを思い出した2人は、あの木のもとへ行って椎の実をすべて落とし、荷物を空にして歩き始めた。するとすぐに、正しい帰り道に出ることができた。
この2人はヤマンボの分の実を取ったため、道に迷わされてしまったのである。